# Projecte de Constitució espanyola de 1873
El Projecte de Constitució espanyola de 1873 va ser un projecte de constitució redactat durant la fase federal de la I República Espanyola, amb el català Francesc Pi i Margall com a president. Aquesta Constitució preveia la formació de 15 estats federats, als quals s'hi afegirien amb igualtat de drets les colònies. El projecte de Constitució mai va ser aprovat, ja que el govern va caure l'endemà de la lectura.

Estats que componen la República Espanyola segons el projecte de Constitució Federal de 1873. A la imatge no apareixen ni Cuba ni Puerto Rico.